# Congruence (géométrie)
Pour les articles homonymes, voir Congruence.
En géométrie euclidienne, la congruence est une relation sur l'ensemble des parties de l'espace considéré : deux ensembles de points sont dits congruents[réf. nécessaire] si l'un est l'image de l'autre par une isométrie (une bijection qui conserve les distances). De manière moins formelle, deux figures sont congruentes si elles ont la même forme et la même taille, mais ont des positions respectives différentes.
La congruence est une relation d'équivalence plus fine que la similitude : par exemple, deux triangles isométriques sont toujours semblables.